# Leonid Leonow
Leonid Maksimowicz Leonow (ros. Леонид Максимович Леонов, ur. 19 maja?/31 maja 1899 w Moskwie, zm. 8 sierpnia 1994 tamże) – rosyjski i radziecki pisarz i dramaturg.

## Życiorys
Urodził się w rodzinie poety chłopskiego Maksima Leonowa. W 1918 ukończył ze srebrnym medalem 3 gimnazjum w Moskwie. Publikować zaczął w 1915 w lokalnych gazetach w Archangielsku, dokąd został zesłany jego ojciec. Od 1920 służył w Armii Czerwonej, przeszedł szkolenie w szkole artylerii, brał udział w walkach na Froncie Południowym, pracował jako korespondent we frontowych gazetach. Był sekretarzem redakcji gazety Moskiewskiego Okręgu Wojskowego, korespondentem biura 51 Dywizji i gazety 6 Armii. W 1922 opublikował bajkę Bułyga, a w 1923 wydał swój pierwszy zbiór opowiadań i nowel Pietuszchinskij prołom. W 1924 opublikował zbiór pt. Koniec miełkogo czełowieka oraz swoją pierwszą powieść, Borsuki (wyd. pol. 1932) ukazującą lata wojny domowej. Realizm i umiejętności Leonowa wysoko cenili Maksim Gorki i Anatolij Łunaczarski. Jego twórczość, inspirowana m.in. twórczością Dostojewskiego, dotyczy głównie problemów moralnych i ma metaforyczny styl oraz częste uogólnienia mające rangę symbolu. W późniejszym okresie napisał m.in. powieści Złodziej (1927, wyd. pol. 1935), Nad rzeką Socią (1929, wyd. pol. 1935), Skutariewski (1932, wyd. pol. 1934), a także opowieści Mrs. Eugenia Ivanowna (powstała 1938, wyd. ros. 1963, wyd. pol. 1965), dramat wojenny Najazd (1942, wyd. pol. 1946), dramat filozoficzny Złota kareta (1946, wyd. pol. 1956), oraz powieść o treściach filozoficzno-katastroficznych Piramida (1994), zawierającą refleksje autora nad losem Rosji i świata. Od 1946 do 1970 był deputowanym do Rady Najwyższej ZSRR. 28 listopada 1972 został członkiem rzeczywistym Akademii Nauk ZSRR. W 1949 otrzymał tytuł Zasłużonego Działacza Sztuk RFSRR. Mieszkał w Moskwie, gdzie zmarł i został pochowany na Cmentarzu Nowodziewiczym.

## Odznaczenia i nagrody
- Medal Sierp i Młot Bohatera Pracy Socjalistycznej (23 lutego 1967)
- Order Lenina (sześciokrotnie, 18 lutego 1946, 30 maja 1959, 23 lutego 1967, 30 maja 1969, 30 maja 1974 i 30 maja 1979)
- Order Rewolucji Październikowej (2 lipca 1971)
- Order Wojny Ojczyźnianej I klasy (23 września 1945)
- Order Czerwonego Sztandaru Pracy (dwukrotnie, 31 maja 1939 i 30 maja 1984)
- Order Przyjaźni (25 maja 1994)
- Nagroda Leninowska (1957)
- Nagroda Stalinowska (1943)
- Nagroda Państwowa ZSRR (1977)
- Nagroda im. Tołstoja (1993)[2]

I medale.